# Ptiloglossa guinnae
Ptiloglossa guinnae is een vliesvleugelig insect uit de familie Colletidae. De wetenschappelijke naam van de soort is voor het eerst geldig gepubliceerd in 1971 door Roberts.